# آدن تورنتون
آدن تورنتون (انگلیسی: Auden Thornton؛ زادهٔ ۲۱ اکتبر ۱۹۸۸) بازیگر اهل ایالات متحده آمریکا بوده و از سال ۱۹۹۹ میلادی تاکنون مشغول فعالیت بوده است.
از فیلم‌ها یا برنامه‌های تلویزیونی که وی در آن نقش داشته است می‌توان به آن سوی دریا و ورشکسته اشاره کرد.

## زندگی و حرفه
تورنتون در فیلم جاده آرلینگتون بازی کرد و در سال ۲۰۱۱ از مدرسه جولیارد فارغ‌التحصیل شد. تورنتون در شهر نیویورک شروع به بازی در سه خواهر کرد. او همچنین در تعدادی از سریال‌های تلویزیونی از جمله نجیب‌زادگان، همسر خوب، فوراور و ابتدایی به عنوان بازیگر مهمان ایفای نقش کرد.
تورنتون در سال ۲۰۱۷ نقش اصلی را در فیلم درام نشانه زیبا ایفا کرد. این فیلم در سایت راتن تومیتوز امتیاز ۱۰۰٪ را کسب کرده است. تورنتون نقدهای مثبتی دریافت کرد و جایزه بهترین اجرای غیرمنتظره را از جشنواره فیلم لس‌آنجلس دریافت نمود. در سال ۲۰۱۹ او برای فصل چهارم سریال درام خانوادگی این ما هستیم انتخاب شد. همچنین در سال ۲۰۲۰ برای بازی در سریال تلویزیونی «سی و چند ساله» از شبکه ABC انتخاب شد. در این سریال او نقش بریتانی وستون، دختر الیوت وستون و نانسی وستون را بازی کرد.

## فیلم‌شناسی
سینمایی
| سال  | عنوان           | نقش         | یادداشت‌ها                                              |
| ---- | --------------- | ----------- | ------------------------------------------------------ |
| ۱۹۹۹ | جاده آرلینگتون  | هانا لانگ   |                                                        |
| ۲۰۱۴ | طولانی‌ترین هفته | زن در گالری |                                                        |
| ۲۰۱۵ | داستان واقعی    | لنا         |                                                        |
| ۲۰۱۷ | نشانه زیبا      | آنجی        | جایزه جشنواره فیلم لس‌آنجلس برای بهترین اجرای غیرمنتظره |
| ۲۰۲۵ | ورشکسته         | علی         |                                                        |

تلویزیونی
| سال       | عنوان         | نقش          | یادداشت‌ها                                    |
| --------- | ------------- | ------------ | -------------------------------------------- |
| ۲۰۱۱      | پان امریکن    | آنکه         | قسمت: "Ich Bin Ein Berliner"                 |
| ۲۰۱۳      | خون‌های آبی    | آنجی         | قسمت: «قوانین نانوشته»                       |
| ۲۰۱۴      | همسر خوب      | دارلا ریگز   | قسمت: «ما، هیئت منصفه»                       |
| ۲۰۱۵      | برای همیشه    | سارا کلنسی   | قسمت: «خاطرات قتل»                           |
| ۲۰۱۶      | ابتدایی       | جولی موناهان | قسمت: «آماده‌ای یا نه»                        |
| ۲۰۱۶      | دردهای سلطنتی | بری          | قسمت: «لمس لبه مداری»                        |
| ۲۰۱۷      | شک            | جما اشفورد   | قسمت‌ها: «پایلوت» و «حتی یک کلمه هم حرف نزدم» |
| ۲۰۱۸      | گاو نر        | سارا لینچ    | قسمت: «دوستانت را نزدیک نگه دار»             |
| ۲۰۱۹–۲۰۲۰ | این ما هستیم  | لوسی دیمون   | نقش تکراری                                   |
| ۲۰۲۰      | سی و چند ساله | بریتنی وستون |                                              |
| ۲۰۲۳      | آینه سیاه     | جسیکا راس    | قسمت: « آن سوی دریا »                        |